# Xiongnu
Xiongnu (chineză: 匈奴; romanizare pinyin: Xiōngnú; romanizare Wade-Giles: Hsiung-nu) este numele unei confederații tribale care între secolele IV și III î.e.n. au deținut controlul în Asia centrală, după înfrângerea suferită în fața chinezilor Wudi s-au destrămat încetând cu invaziile asiatice, o parte din ei retrăgându-se spre vest. În Europa sunt denumiți ca Huni ceea ce în parte corespunde realității. De asemenea, există o ipoteză care consideră că ar fi în parte și strămoșii triburilor turcice.
Cert este faptul că sunt strămoșii hunilor care provin din regiunea de azi a Mongoliei și regiunea munților Altai ca și regiunea munților Saian.